# Radniční pivovar Jihlava
Jihlavský radniční právovarečný pivovar a. s. je český minipivovar. Byl otevřen v květnu 2011 v podzemí budovy na Masarykově náměstí č. 66/67 v Jihlavě. Dříve zde byla radniční restaurace, která účinkovala v pořadu Ano, šéfe! a v jejím sklepě hudební klub Netopýr. Výstav pivovaru v roce 2012 činil 1000 hl.

## Produkty pivovaru

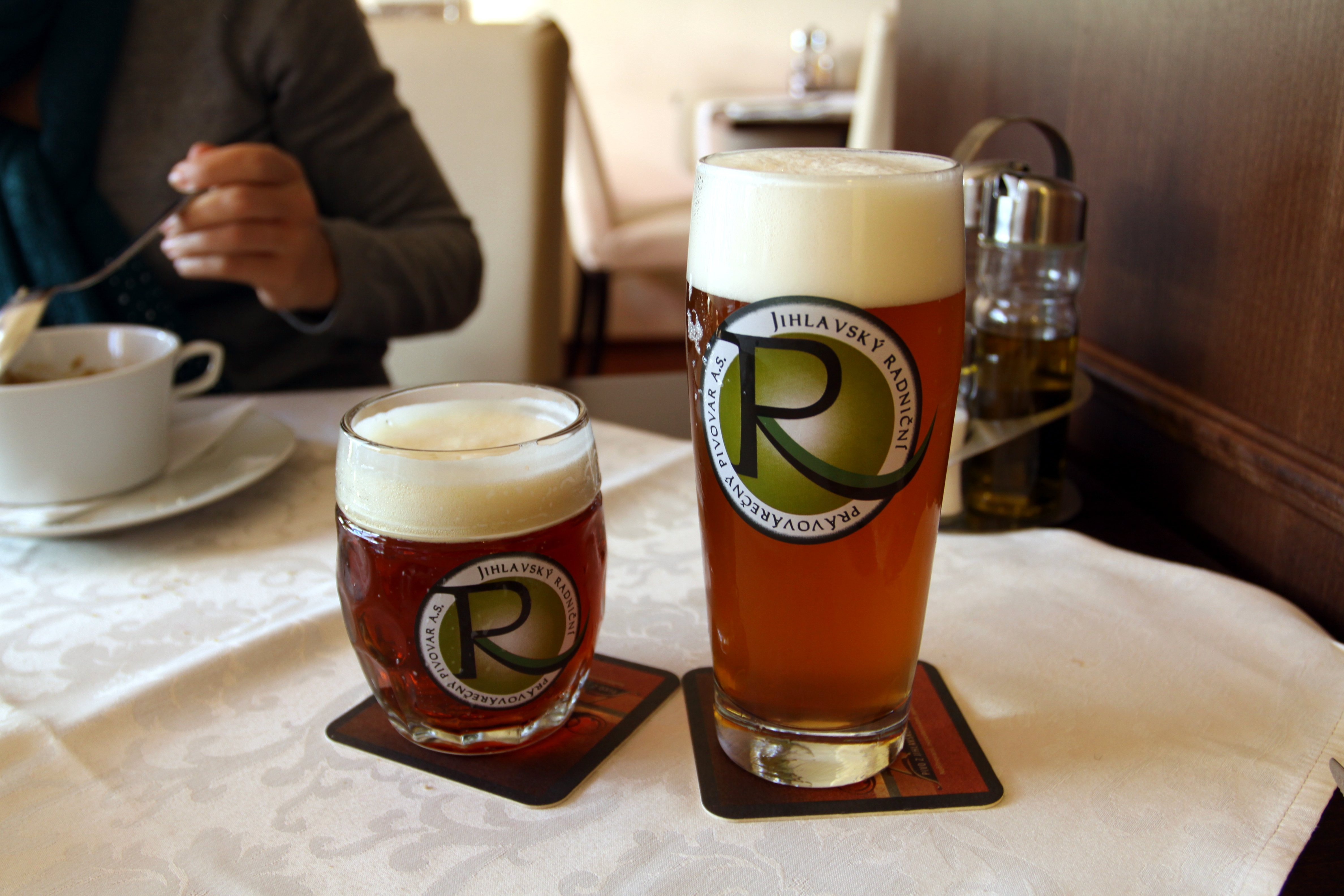
Půlitr a třetinková sklenice Radničního pivovaru Jihlava

- Ignác — 12° světlý ležák
- Zikmund — 13° polotmavý ležák
- Zuzana — ovocné pivo (višeň, mandarinka, borůvka)
- Pšeničné pivo
- Jiskra — 10° American Pale Ale
- Pumpkin Ale — pivo s dýňovou příchutí
- Post Apocalyptic Ale — kontrolovaný experiment s různými druhy chmeleRadniční pivovar - sklep

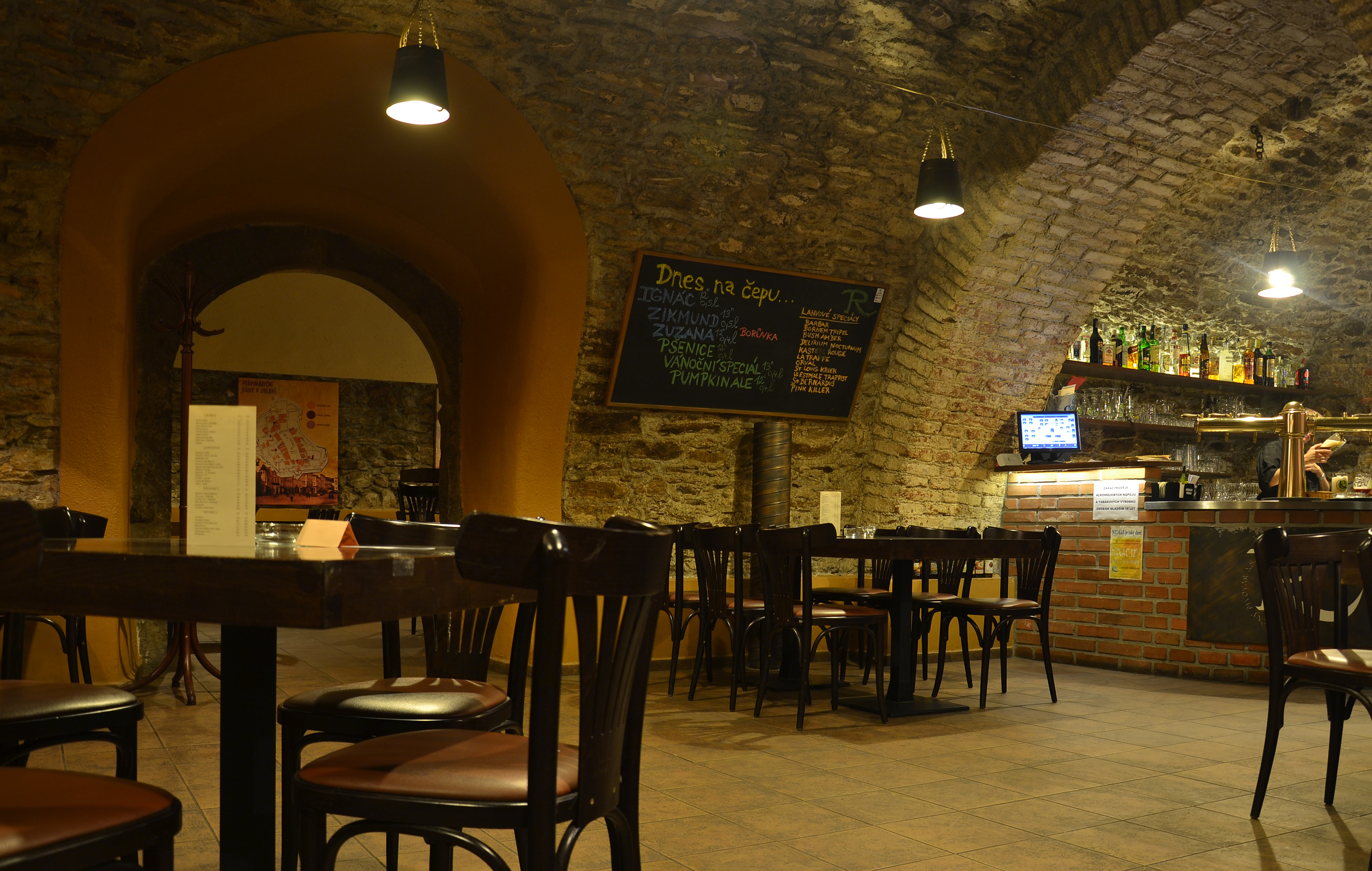
Radniční pivovar - sklep